# Карово
Карово (на гръцки: Κεραμειό, Керамио, катаревуса Κεραμειόν, Керамион, до 1927 година Κάροβο, Карово) е обезлюдено село в Република Гърция, разположено на територията на дем Бук (Паранести) в област Източна Македония и Тракия.

## География
Селото се намира в Югозападните Родопи на западния бряг на Черняговската река (Аркудорема), северно от село Радибош.

## История
Според Васил Кънчов Карово е помашко село, намиращо се в Драмския Чеч с 10 къщи към 1900 година.
През 1923 година по силата на Лозанския договор жителите на селото са изселени в Турция. През 1927 година името на селото е сменено, но в него не са настанени гърци.
| Година    | 1913 | 1920 | 1928 | 1940 | 1951 | 1961 | 1971 | 1981 | 1991 | 2001 | 2011 | 2021 |
| --------- | ---- | ---- | ---- | ---- | ---- | ---- | ---- | ---- | ---- | ---- | ---- | ---- |
| Население |      | 43   |      |      |      |      |      |      |      |      |      |      |